# Résolution 91 du Conseil de sécurité des Nations unies
Membres permanents
- Chine (Taïwan)
- États-Unis
- France
- Royaume-Uni
- URSS

Membres non permanents
- Brésil
- Équateur
- Inde
- Pays-Bas
- Turquie
- Yougoslavie

Résolution no 90 Résolution no 92
La résolution 91 du Conseil de sécurité des Nations unies est une résolution du Conseil de sécurité des Nations unies adoptée le 30 mars 1951.
Cette résolution, la deuxième de l'année 1951, relative à la question Inde-Pakistan, rappelant ses résolutions 47, 51 et 80 :
- accepte la démission de sir Owen Dixon,
- décide de nommer un successeur à sir Owen Dixon comme représentant des Nations unies pour l'Inde et le Pakistan,
- charge ce représentant de se rendre sur place pour procéder à la démilitarisation de l'État de Jammu et Cachemire,
- demande aux états de coopérer avec ce représentant dans sa tâche,
- charge le représentant de faire un rapport au conseil de sécurité dans un délai de 3 mois,
- demande aux parties de soumettre tous les points de désaccord qui subsisteraient à la Cour internationale de justice,
- décide que les observateurs militaires continueront à surveiller la suspension d'armes,
- demande à l'Inde et au Pakistan de veiller à ce que leur accord soit respecté,
- invite le secrétaire général de mettre à disposition du représentant des Nations unies les moyens de remplir sa mission.

La résolution a été adoptée par 8 voix.
Les abstentions sont celles de l'Inde, de l'Union des républiques socialistes soviétiques et de la Yougoslavie.

## Texte
- Résolution 91 sur fr.wikisource.org
- Résolution 91 sur en.wikisource.org